# Art of Murder - FBI: La crudele arte dell'omicidio
Art of Murder - FBI: La crudele arte dell'omicidio è un videogioco sviluppato per Microsoft Windows.

## Trama
La protagonista del gioco è un agente dell'FBI di nome Nicole Bonnet, che deve risolvere una serie di macabri omicidi.  Le vittime vengono uccise in un modo sconosciuto, e l'omicida in seguito rimuove i loro cuori.  L'avventura ha inizio a New York, ma la vicenda porterà a visitare luoghi ben più remoti come la città peruviana di Cuzco, risalente all'impero Inca, e la foresta amazzonica.